# Петряево (Бабаевский район)
Петряево — деревня в Бабаевском районе Вологодской области.
Входит в состав Дубровского сельского поселения, с точки зрения административно-территориального деления — в Дубровский сельсовет.
Расположена на берегу реки небольшой реки, притока Чагодощи. Расстояние по автодороге до районного центра Бабаево составляет 42 км, до центра муниципального образования деревни Дубровка — 5 км. Ближайшие населённые пункты — Заборье, Иевково, Чиково.
Население по данным переписи 2002 года — 27 человек (9 мужчин, 18 женщин). Всё население — русские.